# Coupe d'Asie du Sud de football 1999
Navigation
Népal 1997 Bangladesh 2003
La Coupe d'Asie du Sud de football 1999 est la 4e édition de la compétition de football opposant les équipes des pays et territoires situés en Asie du Sud. Elle est organisée par la Fédération d'Asie du Sud de football (SAFF).
Les six nations membres de la SAFF prennent part à la compétition. Les équipes sont réparties en 2 poules de 3 dont les 2 premiers se qualifient pour la phase finale, jouée en demi-finales et finale sur match simple. Toutes les rencontres sont disputées au Fatorda Stadium, à Margao dans la province de Goa en Inde.
C'est l'Inde, pays organisateur et tenant du titre, qui remporte la compétition pour la troisième fois en battant en finale le Bangladesh.

## Équipes participantes
- Inde (Pays organisateur)
- Pakistan
- Népal
- Sri Lanka
- Bangladesh
- Maldives

## Compétition

### Groupe A
| Classement |            |     |   |   |   |   |    |    |      |
|            | Équipe     | Pts | J | G | N | P | BP | BC | Diff |
| 1          | Bangladesh | 4   | 2 | 1 | 1 | 0 | 4  | 0  | +4   |
| 2          | Inde       | 4   | 2 | 1 | 1 | 0 | 2  | 0  | +2   |
| 3          | Pakistan   | 0   | 2 | 0 | 0 | 2 | 0  | 6  | -6   |

| 22 avril | Bangladesh | 0 | 0 | Inde     |
| 24 avril | Bangladesh | 4 | 0 | Pakistan |
| 26 avril | Inde       | 2 | 0 | Pakistan |

### Groupe B
| Classement final |           |     |   |   |   |   |    |    |      |
|                  | Équipe    | Pts | J | G | N | P | BP | BC | Diff |
| 1                | Maldives  | 4   | 2 | 1 | 1 | 0 | 3  | 2  | +1   |
| 2                | Népal     | 3   | 2 | 1 | 0 | 1 | 5  | 5  | 0    |
| 3                | Sri Lanka | 1   | 2 | 0 | 1 | 1 | 2  | 3  | -1   |

| 23 avril | Maldives | 0 | 0 | Sri Lanka |
| 25 avril | Népal    | 3 | 2 | Sri Lanka |
| 27 avril | Maldives | 3 | 2 | Népal     |

### Tableau final
|  | Demi-finales | Demi-finales |      |   | Finale | Finale |
|  | Demi-finales | Demi-finales |      |   | Finale | Finale |
|  |              |              |      |   |        |        |
|  |              |              |      |   |        |        |
|  |              |              |      |   |        |        |
|  | Maldives     | 1            |      |   |        |        |
|  | Maldives     | 1            |      |   |        |        |
|  | Inde         | 2            |      |   |        |        |
|  | Inde         | 2            | Inde | 2 |        |        |
|  |              |              | Inde | 2 |        |        |
|  |              | Bangladesh   | 0    |   |        |        |
|  | Bangladesh   | Bangladesh   | 0    | 2 |        |        |
|  | Bangladesh   |              |      | 2 |        |        |
|  | Népal        | 1            |      |   |        |        |
|  | Népal        | 1            |      |   |        |        |

#### Demi-finales
| 29 avril 1999 | Inde                      | 2 - 1 | Maldives | Fatorda Stadium, Margao |
|               | Coutinho 30e · Bhutia 84e |       |          |                         |

| 29 avril 1999 | Bangladesh | 2 - 1 | Népal | Fatorda Stadium, Margao |  |
|               |            |       |       |                         |  |

#### Match pour la3eplace
| 1er mai 1999 | Maldives | 2 - 0 | Népal | Fatorda Stadium, Margao |  |
|              |          |       |       |                         |  |

#### Finale
| 1er mai 1999 | Inde                      | 2 - 0 | Bangladesh | Fatorda Stadium, Margao |
|              | Coutinho 26e · Bhutia 44e |       |            |                         |

| Coupe d'Asie du Sud 1999 Vainqueur Inde Troisième titre |